# Cassida sareptana
Cassida sareptana es un coleóptero de la familia Chrysomelidae.
Fue descrita científicamente en 1873 por Kraatz.